# Franco tunecino
El franco (en idioma francés: franc; en idioma árabe: فرنك) fue la moneda de curso legal en Túnez desde 1891 hasta 1958. Se subdividía an cien céntimos (en francés: centimes; en árabe:صنتيم). Era equivalente y convertible con el franco francés.
Consistía en monedas y billetes producidos específicamente para Túnez, los primeros billetes eran los que circulaban en Argelia sobreimpresos con el texto "Túnez". El franco fue reemplazado en 1960 por el dinar tunecino a una tasa de 1000 francos = 1 dinar, el dinar de había sido constituido como unidad de cuenta en 1958.

## Monedas
Las primeras monedas denominados en francos fueron emitidas en 1887, antes de que el franco se convirtiera en la moneda de Túnez. Estas poseían valores de 25 riales (de oro), las cuales estaban marcadas con el texto "15 F" para indicar su valor en francos franceses.
| Denominación | Emisión | Material | Forma    |
| ------------ | ------- | -------- | -------- |
| 25 riales    | 1887    | Oro      | Circular |

En 1891, se introducen monedas de 1, 2, 5 céntimos de bronce, 10 céntimos en bronce de aluminio, 50 céntimos 1 y 2 francos de plata, 10 y 20 francos de oro, todas las numismas eran iguales en tamaño y composición de las monedas francesas correspondientes. Las monedas de uno y dos céntimos sólo fueron acuñadas en ese año.
| Denominación | Emisión | Material           | Forma    |
| ------------ | ------- | ------------------ | -------- |
| 1 Céntimo    | 1891    | Bronce             | Circular |
| 2 Céntimos   | 1891    | Bronce             | Circular |
| 5 Céntimos   | 1891    | Bronce             | Circular |
| 10 Céntimos  | 1891    | Bronce de Aluminio | Circular |
| 50 Céntimos  | 1891    | Plata              | Circular |
| 1 Franco     | 1891    | Plata              | Circular |
| 2 Francos    | 1891    | Plata              | Circular |
| 10 Francos   | 1891    | Oro                | Circular |
| 20 Francos   | 1891    | Oro                | Circular |

En 1918, se introdujeron monedas perforadas de 5, 10 y 25 céntimos de bronce de níquel, seguidas, en 1921, por las de 50 céntimos, 1 y 2 francos de bronce de aluminio y las de 10 y 20 francos de plata en 1930, y se agrega en 1934 la moneda de 5 francos de plata. Una vez más, estas monedas corresponden a la moneda francesa en tamaño y composición. Sin embargo, en 1934, se siguió acuñando en plata la moneda de cinco francos tunecinos, cuando la moneda de cinco francos franceses comenzaron a acuñarse en níquel. Como en Francia, se pusieron en circulación monedas de 10 y 20 céntimos de zinc y se discuntinuó el uso de mnedas acuñadas en metales preciosos.
| Denominación | Emisión | Material           | Forma    |
| ------------ | ------- | ------------------ | -------- |
| 5 Céntimos   | 1918    | Bronce de Níquel   | Circular |
| 10 Céntimos  | 1918    | Bronce de Níquel   | Circular |
| 25 Céntimos  | 1918    | Bronce de Níquel   | Circular |
| 50 Céntimos  | 1921    | Bronce de Aluminio | Circular |
| 1 Franco     | 1921    | Bronce de Aluminio | Circular |
| 2 Francos    | 1921    | Bronce de Aluminio | Circular |
| 5 Francos    | 1934    | Plata              | Circular |
| 10 Francos   | 1930    | Plata              | Circular |
| 20 Francos   | 1930    | Plata              | Circular |

Cuando en Francia, se pusieron en circulación monedas de 10 y 20 céntimos de zinc y se discontinuó con el uso de monedas acuñadas en metales preciosos.
| Denominación | Emisión | Material | Forma    |
| ------------ | ------- | -------- | -------- |
| 10 Céntimos  | 1942    | Zinc     | Circular |
| 25 Céntimos  | 1942    | Zinc     | Circular |

La producción de monedas con valores menores de 5 francos cesó en 1945, cuando en 1946 fue puesta en circulación la moneda de 5 francos en bronce de aluminio, seguida por monedas de cuproníquel valuadas en 20, 50 y 100 francos en 1950.
| Denominación | Emisión | Material           | Forma    |
| ------------ | ------- | ------------------ | -------- |
| 5 Francos    | 1946    | Bronce de Aluminio | Circular |
| 20 Francos   | 1950    | Cupro-Níquel       | Circular |
| 50 Francos   | 1950    | Cupro-Níquel       | Circular |
| 100 Francos  | 1950    | Cupro-Níquel       | Circular |

En 1954 se cambia la composición de la moneda de 5 francos a cuproníquel. Estas cuatro monedas (5, 20, 50 Y 100 francos) fueron acuñadas hasta el año 1957.
| Denominación | Emisión | Material     | Forma    |
| ------------ | ------- | ------------ | -------- |
| 5 Francos    | 1954    | Cupro-Níquel | Circular |

## Billetes
En 1903, el Banque de l'Algérie introdujo billetes de 5 francos sobreimprimiendo el texto "Túnez" en los mismos. Estos fueron seguidos por otros de 500 francos en 1904, 10, 20, y 50 francos en 1908 y por otro de 1000 francos en 1918. Entre 1918 y 1921, el "Regence de Túnez" emitió billetes de 50 céntimos, 1 y 2 francos. El banco introdujo billetes 5.000 francos en 1942, mientras que la "Dirección de Finanzas", emitió papel moneda con valores de 50 céntimos, 1 y 2 francos en 1943. Los últimos billetes de 5 francos fueron emitidos en 1944.
En 1946, el nombre del banco cambió a Banque de l'Algérie et de la Tunisie. El papel moneda emitido para Túnez poseía las denominaciones de 20, 50, 100, 500, 1000 y 5000 francos, los dos valores más bajos fueron sustituidos por monedas en el año 1950.